# Pieter Schouten
Pieter Schouten (?-1620s) fue un corsario y corsario holandés del siglo XVII. Fue uno de los primeros holandeses en explorar el Caribe y, mientras trabajaba para la Compañía Holandesa de las Indias Occidentales, participó en un extenso reconocimiento para establecer bases holandesas en las Indias Occidentales.

## Biografía
Nacido en Vlissingen, Pieter Schouten encontró empleo en la Compañía Holandesa de las Indias Occidentales como lo harían otros antiguos corsarios durante este período. A principios de 1624, se le asignaron tres barcos con los que cartografiar el Caribe y proporcionar un valioso reconocimiento sobre la posibilidad de establecer bases holandesas en la región. Saliendo del puerto el 26 de enero, su pequeño escuadrón incluía el Hoop de 24 cañones al mando del capitán Willem Jacobszoon, el Eendracht de 14 cañones al mando del capitán Hillebrandt Janszoon y el yate Trouwe de 8 cañones al mando del capitán Hendrik Worst.
Tras llegar a Barbados a mediados de marzo o mayo, visitó varias islas y cartografió las costas de Venezuela, Haití, Jamaica y Cuba. También visitó brevemente la Pequeña Caimán para cazar tortugas, convirtiéndose en uno de los primeros europeos en desembarcar en estas islas. Su flota capturó varios barcos pequeños en el camino, aunque ninguno de sus barcos fue capaz de tomar los galeones españoles más rápidos y mejor armados. Salió de Cuba en agosto y se quedó en el Caribe con la intención de finalmente regresar a los Países Bajos en la primavera siguiente. Sin embargo, la nave Eendracht se había quedado atrás y pronto perdió contacto con Schouten y su buque insignia. Para cuando habían restablecido el contacto, se habían encontrado con dos barcos mercantes españoles de Honduras. Willem Jacobszoon había logrado capturar uno de estos, el San Juan Bautista al mando del Capitán Francisco Hernández y Moreno, y posteriormente utilizado por la tripulación del Eendracht cuando se vieron obligados a abandonar el suyo tras encallar en Tortuga Cays (al norte de actual La Habana, Cuba). Schouten y sus hombres finalmente regresaron a Vlissingen el 13 de septiembre de 1624. Entre el cargamento traído de regreso como botín robado a los españoles se incluyeron 1.600 cofres de azúcar, 3.000 pieles de animales, grandes cantidades de zarzaparrilla, aceite de bálsamo y varios cofres llenos de plata. La riqueza del único barco fue suficiente para convencer a los holandeses del valor de apoyar futuras expediciones piratas contra los españoles en el Caribe. Como resultado de su expedición, St. Martin se convirtió en una de las primeras colonias holandesas en establecerse antes de su destrucción por una flota española que pasaba en 1633.
Un relato de su viaje de tres años fue publicado en Leiden en 1644 por Johannes de Laet, escritor y director de la Compañía Holandesa de las Indias Occidentales, que se incluyeron con los de Mathijs Hendriksz y Piet Heyn.

## Otras lecturas
- Goslinga, Cornelis Christiaan. Breve historia de las Antillas Neerlandesas y Surinam. La Haya: Martinus Nijhoff, 1979.ISBN 90-247-2118-0
- Marley, David. Guerras de las Américas: una cronología del conflicto armado en el Nuevo Mundo, 1492 hasta el presente. Santa Bárbara, California: ABC-CLIO, 1998.ISBN 0-87436-837-5
- Rogozinski, enero. ¡Piratas!: bandoleros, bucaneros y corsarios en realidad, ficción y leyenda. Nueva York: Da Capo Press, 1996.ISBN 0-306-80722-X